# Чистое бытие
Чистое бытие, (бытие) — философская категория в «Науке логики» Гегеля, безо всякого дальнейшего определения.
В своей неопределенной непосредственности оно равно лишь самому себе, а также не неравно в отношении иного, не имеет никакого различия ни внутри себя, ни по отношению к внешнему.
Если бы в бытии было какое-либо различимое определение или содержание или же оно благодаря этому было бы положено как отличное от некоего иного, то оно не сохранило бы свою чистоту. Бытие есть чистая неопределенность и пустота.
Чистое Бытие, будучи неопределенным непосредственным, есть на деле ничто и не более и не менее, как ничто.